# Großbottwar
Großbottwar est une ville allemande située dans le Bade-Wurtemberg, dans l'arrondissement de Ludwigsbourg.